# Mylenium Tour de Mylène Farmer
Tournées par Mylène Farmer
Tour 1996 Avant que l’ombre… À Bercy
Le Mylenium Tour est la troisième tournée de Mylène Farmer. Soutenant l'album Innamoramento, ce spectacle est le premier que la chanteuse conçoit seule, sans Laurent Boutonnat.
Avec pour décor une imposante statue d'Isis de 11 mètres de hauteur, Mylène Farmer se produit du 21 septembre 1999 au 13 décembre 1999, incluant cinq soirs au Palais omnisports de Paris-Bercy. Face à la demande, plusieurs dates sont ajoutées et la tournée reprend du 8 février 2000 au 8 mars 2000, où la chanteuse se produit pour la première fois en Russie, dans des salles de 25 000 personnes.

Plus grosse tournée française jamais organisée à l'époque, le Mylenium Tour aura rassemblé 450 000 spectateurs en 43 représentations. Récompensé par le NRJ Music Award du « Meilleur show international », il sera également élu « Meilleur concert du siècle » en Russie.
Le spectacle est enregistré lors des concerts du 24, 25 et 26 septembre 1999 à Bercy, donnant lieu à l'album Mylenium Tour qui parait le 5 décembre 2000 : double disque de platine en France et disque d'or en Belgique, il s'écoule à près de 800 000 exemplaires.

La vidéo du spectacle connaît également un très grand succès : certifiée vidéo de diamant, la VHS dépasse les 100 000 ventes en quelques jours, tout comme le DVD, s'écoulant au total à plus de 400 000 exemplaires.

## Histoire

### Genèse
Après les succès de l'album Anamorphosée (sorti en octobre 1995 et vendu à plus d'un million d'exemplaires), de la tournée Tour 1996 et de l'album Live à Bercy (sorti en mai 1997), Mylène Farmer s'éloigne pendant plus d'un an de la scène médiatique et en profite pour voyager, lire et écrire un nouvel album, qu'elle enregistre à Los Angeles à l'automne 1998.

A la fin de l'année 1998, des concerts au Palais omnisports de Paris-Bercy sont annoncés pour le mois de septembre 1999, avant une grande tournée.

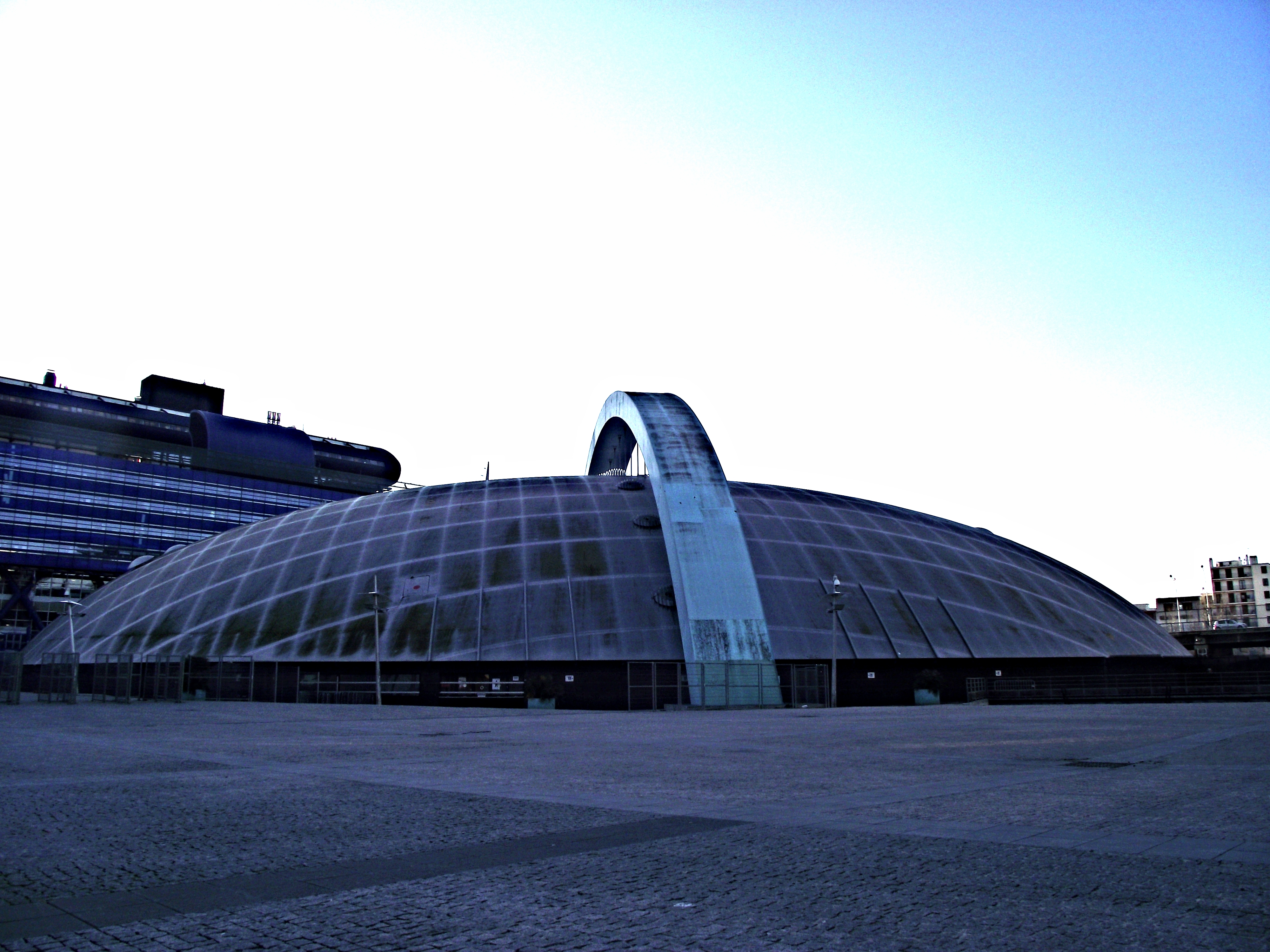
Le Dôme de Marseille, salle dans laquelle débute le Mylénium Tour.

Annoncé par le single L'Âme-Stram-Gram, qui se classe n°2 du Top 50, l'album Innamoramento paraît le 7 avril 1999 et s'écoule à plus de 250 000 exemplaires en France en une seule semaine (il se vendra au total à plus de 1 500 000 exemplaires). Au même moment, les places pour la tournée sont mises en vente : face à l'importante demande, plusieurs dates sont ajoutées.
Le single suivant, Je te rends ton amour, sort au mois de juin, accompagné d'un clip qui sera censuré en raison de scènes jugées blasphématoires envers l'Église catholique.

Le 21 septembre 1999, trois jours avant les concerts à Bercy, le Mylenium Tour commence au Dôme de Marseille, période à laquelle sort Souviens-toi du jour..., le troisième single de l'album.

### Conception
Pour la première fois de sa carrière, Mylène Farmer conçoit un spectacle seule, sans l'aide de Laurent Boutonnat avec qui elle avait travaillé sur ses deux précédentes tournées (Tour 89 et Tour 1996).

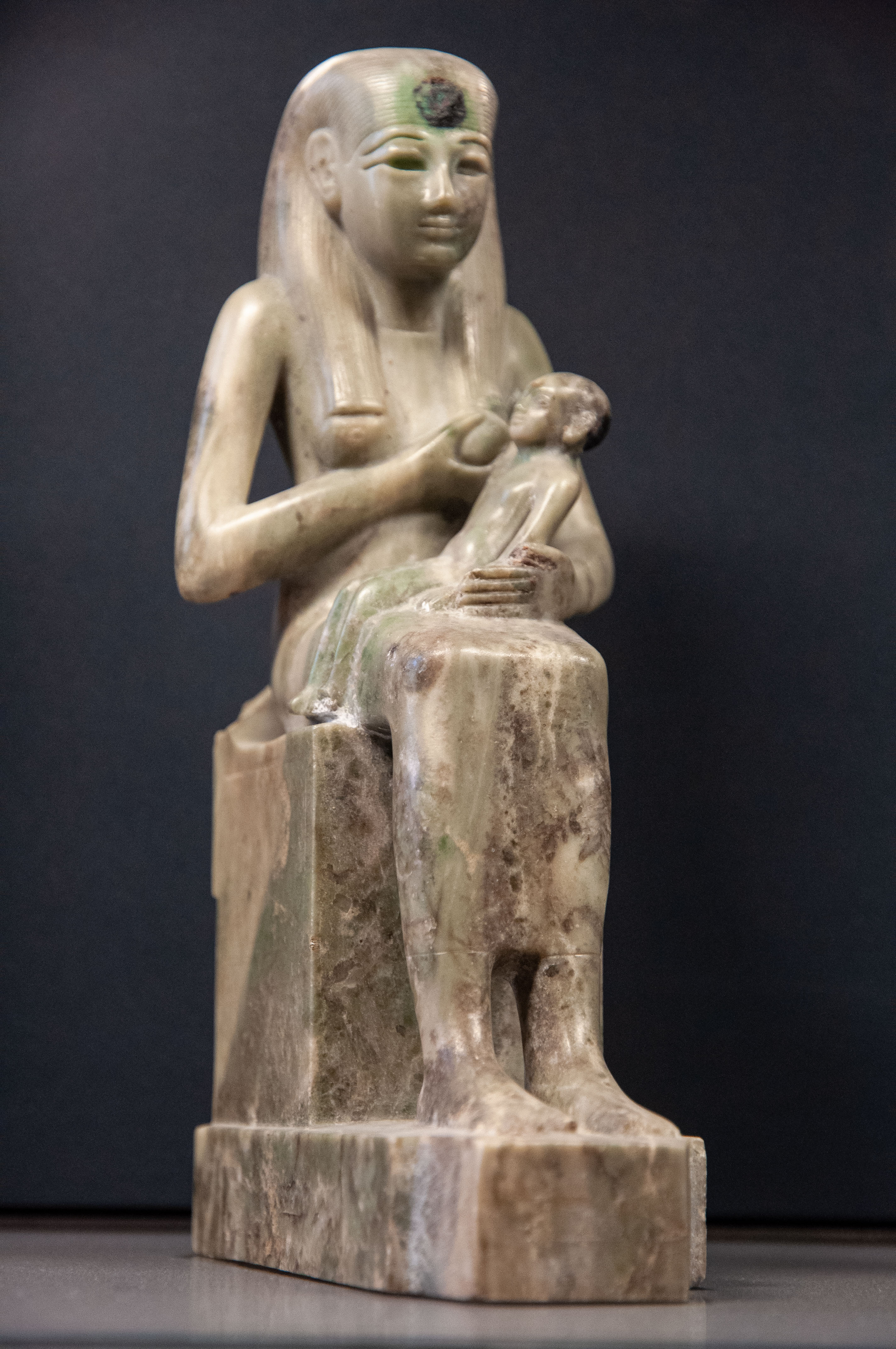
Statue d'Isis allaitant Horus.

En guise de décor, elle imagine une imposante statue de 11 mètres de hauteur, dont certaines parties bougeraient. Elle fait appel au scénographe Guy-Claude François, qui dessine une statue représentant la chanteuse tenant la scène sur ses jambes repliées, en s'inspirant d'un tableau de HR Giger. Mylène Farmer gardera plusieurs éléments de ce croquis, notamment l'inspiration du tableau n°218 de Giger, mais supprimera les jambes et changera son visage par celui d'Isis : « Quand j'ai demandé à Giger de pouvoir utiliser et transformer son œuvre, je voulais une entité. J'ai remplacé le visage qui était celui de sa femme par celui d'Isis et j'ai ajouté des bras. J'ai choisi Isis car elle a plusieurs visages. J'ai donné naissance à une créature qui, pour moi, est la mère de la nature vivante. Elle évoque les quatre éléments naturels, elle est le cinquième ».
Mylène Farmer s'entoure de plusieurs musiciens qui étaient déjà présents lors de son Tour 1996, comme Yvan Cassar, Abraham Laboriel Junior, Jeff Dahlgren et Brian Ray. Après avoir créé plusieurs chorégraphies, elle part à New York et Los Angeles durant l'été 1999 afin de répéter avec les danseurs et les musiciens, la plupart étant américains.

La chanteuse travaille également à la création des costumes avec la styliste Dominique Borg.
Le décor nécessitant deux jours et demi de montage, 15 semi-remorques et une centaine de techniciens, le Mylenium Tour est alors la plus grosse tournée française jamais organisée.

### Affiche
La photo de l'affiche, signée par Marino Parisotto Vay, présente Mylène Farmer debout sur une échelle blanche, devant un ciel bleu, regardant l'horizon et portant la même robe blanche que sur la pochette de l'album Innamoramento.

## Description du spectacle
Composé de 19 titres, ce spectacle comprend :
- dix titres issus de l'album Innamoramento : les singles L'Âme-Stram-Gram, Je te rends ton amour, Souviens-toi du jour..., Optimistique-moi et Innamoramento, mais aussi Dessine-moi un mouton, L'Amour naissant, Pas le temps de vivre, Méfie-toi et Mylénium ;
- un Medley regroupant des singles de Cendres de lune (Maman a tort, Libertine) et Ainsi soit je... (Sans contrefaçon, Pourvu qu'elles soient douces) ;
- des titres présents sur les albums L'Autre... (Désenchantée, Regrets, Beyond My Control, Il n'y a pas d'ailleurs...) et Anamorphosée (California, Rêver) ;
- des titres plus rares comme Dernier sourire, qui était la face B du 45 tours de Sans logique[15], et Mylène is Calling, qui était présent sur le Maxi CD de Je t'aime mélancolie[16].

Lors des concerts en Russie, Beyond My Control, Il n'y a pas d'ailleurs... et Pas le temps de vivre seront remplacées par Que mon cœur lâche, Je t'aime mélancolie et une version instrumentale d'un air traditionnel russe, Les Yeux noirs.

### Liste des chansons
| 1.  | Mylénium                                                                          | Mylène Farmer                                  | Laurent Boutonnat                                     |  |
| 2.  | L'Amour naissant                                                                  | Mylène Farmer                                  | Laurent Boutonnat                                     |  |
| 3.  | L'Âme-Stram-Gram                                                                  | Mylène Farmer                                  | Laurent Boutonnat                                     |  |
| 4.  | Beyond My Control                                                                 | Mylène Farmer                                  | Laurent Boutonnat                                     |  |
| 5.  | Rêver                                                                             | Mylène Farmer                                  | Laurent Boutonnat                                     |  |
| 6.  | Il n'y a pas d'ailleurs...                                                        | Mylène Farmer                                  | Laurent Boutonnat                                     |  |
| 7.  | Mylène is Calling                                                                 | Mylène Farmer                                  | Laurent Boutonnat                                     |  |
| 8.  | Optimistique-moi                                                                  | Mylène Farmer                                  | Mylène Farmer                                         |  |
| 9.  | Medley (Pourvu qu'elles soient douces, Maman a tort, Libertine, Sans contrefaçon) | Mylène Farmer, Laurent Boutonnat, Jérôme Dahan | Laurent Boutonnat, Jean-Claude Dequéant, Jérôme Dahan |  |
| 10. | Regrets                                                                           | Mylène Farmer                                  | Laurent Boutonnat                                     |  |
| 11. | Désenchantée                                                                      | Mylène Farmer                                  | Laurent Boutonnat                                     |  |
| 12. | Méfie-toi                                                                         | Mylène Farmer                                  | Mylène Farmer                                         |  |
| 13. | Dessine-moi un mouton                                                             | Mylène Farmer                                  | Laurent Boutonnat                                     |  |
| 14. | California                                                                        | Mylène Farmer                                  | Laurent Boutonnat                                     |  |
| 15. | Pas le temps de vivre                                                             | Mylène Farmer                                  | Mylène Farmer                                         |  |
| 16. | Je te rends ton amour                                                             | Mylène Farmer                                  | Laurent Boutonnat                                     |  |
| 17. | Souviens-toi du jour…                                                             | Mylène Farmer                                  | Laurent Boutonnat                                     |  |
| 18. | Dernier sourire                                                                   | Mylène Farmer                                  | Laurent Boutonnat                                     |  |
| 19. | Innamoramento                                                                     | Mylène Farmer                                  | Laurent Boutonnat                                     |  |

| 1.  | Mylénium                                                                          | Mylène Farmer                                  | Laurent Boutonnat                                     |  |
| 2.  | L'Amour naissant                                                                  | Mylène Farmer                                  | Laurent Boutonnat                                     |  |
| 3.  | L'Âme-Stram-Gram                                                                  | Mylène Farmer                                  | Laurent Boutonnat                                     |  |
| 4.  | Que mon cœur lâche                                                                | Mylène Farmer                                  | Laurent Boutonnat                                     |  |
| 5.  | Rêver                                                                             | Mylène Farmer                                  | Laurent Boutonnat                                     |  |
| 6.  | Mylène is Calling                                                                 | Mylène Farmer                                  | Laurent Boutonnat                                     |  |
| 7.  | Optimistique-moi                                                                  | Mylène Farmer                                  | Mylène Farmer                                         |  |
| 8.  | Medley (Pourvu qu'elles soient douces, Maman a tort, Libertine, Sans contrefaçon) | Mylène Farmer, Laurent Boutonnat, Jérôme Dahan | Laurent Boutonnat, Jean-Claude Dequéant, Jérôme Dahan |  |
| 9.  | Regrets                                                                           | Mylène Farmer                                  | Laurent Boutonnat                                     |  |
| 10. | Désenchantée                                                                      | Mylène Farmer                                  | Laurent Boutonnat                                     |  |
| 11. | Méfie-toi                                                                         | Mylène Farmer                                  | Mylène Farmer                                         |  |
| 12. | Dessine-moi un mouton                                                             | Mylène Farmer                                  | Laurent Boutonnat                                     |  |
| 13. | Je t'aime mélancolie                                                              | Mylène Farmer                                  | Laurent Boutonnat                                     |  |
| 14. | California                                                                        | Mylène Farmer                                  | Laurent Boutonnat                                     |  |
| 15. | Les Yeux noirs                                                                    | -                                              | Florian Hermann                                       |  |
| 16. | Je te rends ton amour                                                             | Mylène Farmer                                  | Laurent Boutonnat                                     |  |
| 17. | Souviens-toi du jour…                                                             | Mylène Farmer                                  | Laurent Boutonnat                                     |  |
| 18. | Dernier sourire                                                                   | Mylène Farmer                                  | Laurent Boutonnat                                     |  |
| 19. | Innamoramento                                                                     | Mylène Farmer                                  | Laurent Boutonnat                                     |  |

### Résumé du spectacle
Une lumière bleutée éclaire un immense rideau qui cache le décor. Les premières notes de Mylénium retentissent. Au bout de quelques minutes, le rideau chute, laissant apparaître l'immense statue égyptienne qui trône sur scène. Au moment où débutent les chœurs africains, la tête de la statue s'ouvre en deux : Mylène Farmer apparaît, au milieu de fumigènes, dans une robe blanche transparente. Suspendue dans les airs, elle descend petit à petit, tandis que la main de la statue s'anime pour venir la récupérer. Derrière la statue, un écran géant en forme de dôme diffuse des images de ciel orangé. La chanteuse entonne ensuite L'Amour naissant, sous des lumières bleutées.

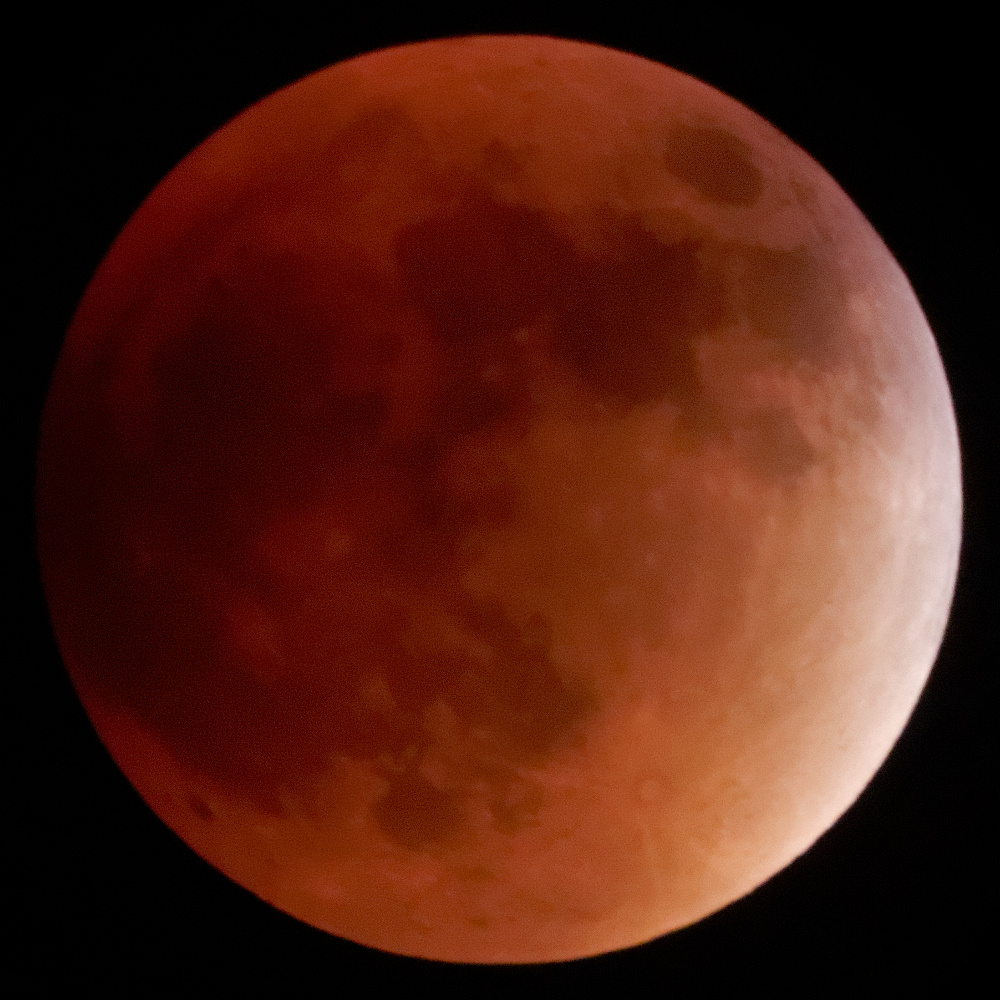
Une Lune rousse.

Après une courte introduction orientale, les écrans géants disposés de chaque côté de la statue montrent une éclipse dévoilant une Lune rousse. Mylène Farmer, vêtue d'une tenue de corsaire orangée, est accroupie sur scène, entourée de ses danseurs, et entame la chorégraphie de L'Âme-Stram-Gram qui rappelle des ombres chinoises.
Elle interprète ensuite Beyond My Control en arpentant la scène d'un côté à l'autre, puis Rêver dans une mise en scène très intimiste, seulement accompagnée par Yvan Cassar et Jerry Watts Jr. Des lumières mauves se mettent à éclairer la scène pour Il n'y a pas d'ailleurs... : Mylène Farmer monte sur la main de la statue, qui l'élève à plusieurs mètres de hauteur, devant un clair de lune, avant de la reposer sur scène.

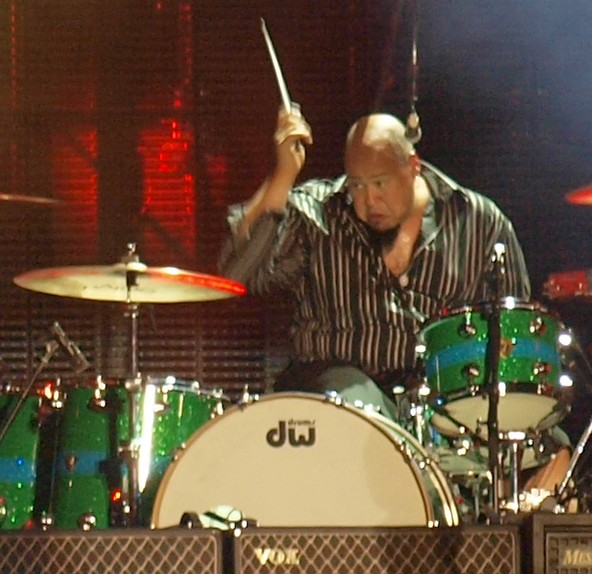
Le batteur Abraham Laboriel Junior.

Une porte s'entrouvre sur le torse de la statue, au son de Mylène is Calling. Entourée des deux choristes, seule la silhouette de la chanteuse est visible, de dos et en contre-jour, effectuant quelques mouvements aériens. Les premières notes d'Optimistique-moi démarrent et la chanteuse arrive du côté de la scène, vêtue d'un pantalon, d'une veste queue-de-pie et d'un bustier noirs argentés : le public comprend alors que la silhouette n'était pas celle de Mylène Farmer. Accompagnée par ses danseurs, elle effectue une chorégraphie évoquant des jeux enfantins.
Tandis que résonne la phrase « Dis maman, pourquoi je suis pas un garçon ? », Mylène Farmer enlève sa veste, dévoilant une armature en fer représentant un faux postérieur au son de Pourvu qu'elles soient douces. Les danseuses, qui portent elles aussi un faux postérieur, rejoignent la troupe, tandis que deux danseurs soulèvent la chanteuse. Après avoir interprété Pourvu qu'elles soient douces dans sa quasi-totalité, un feu d'artifice explose : des extraits de Maman a tort, Libertine et Sans contrefaçon s'enchaînent, avant de terminer par un dernier refrain de Pourvu qu'elles soient douces qui se conclut sur des flammes.

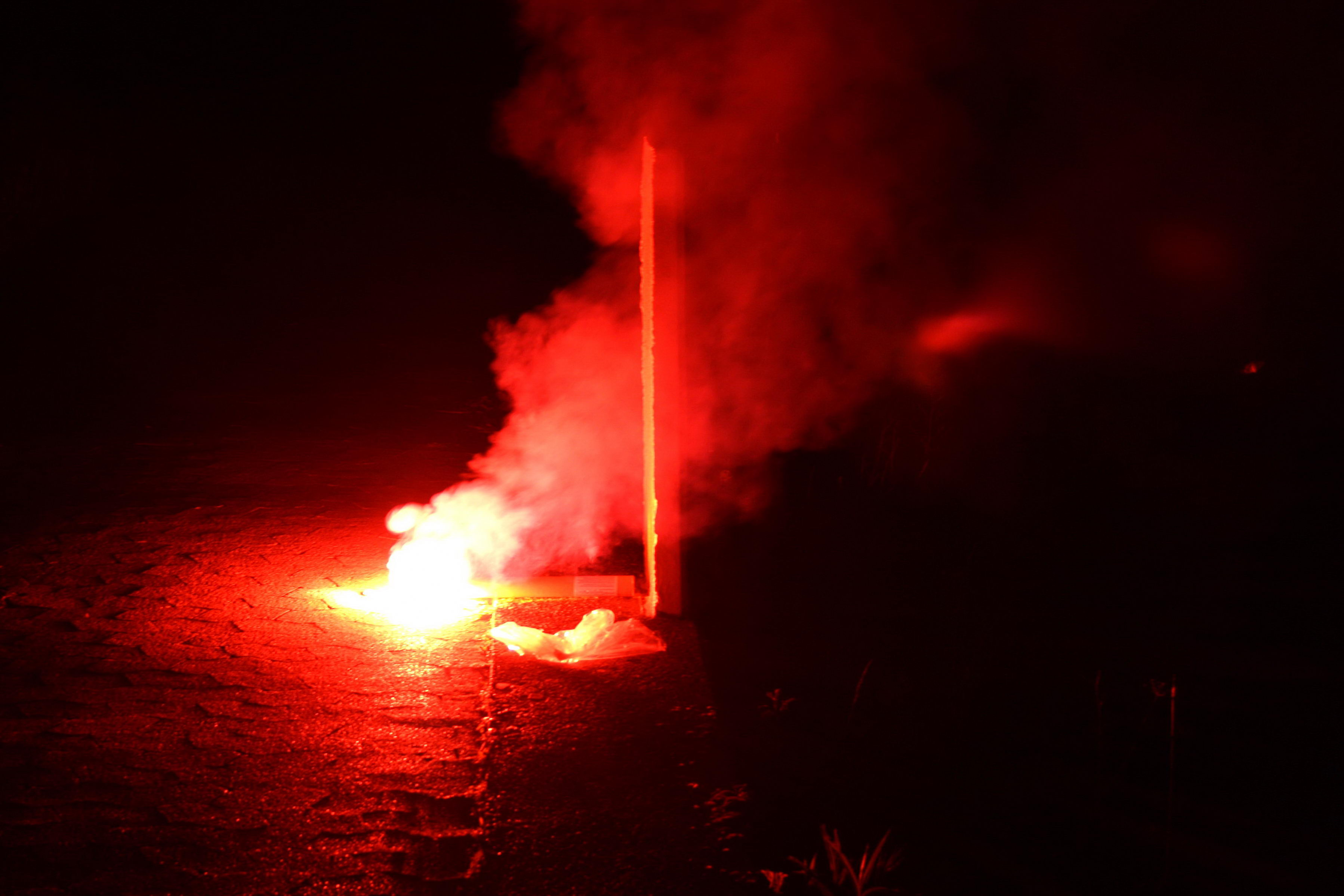
Un Feu de Bengale.

Sous une lumière bleutée, des fumigènes recouvrent la scène sur la musique de Regrets, que
Mylène Farmer interprète seule (y compris les paroles chantées à l'origine par Jean-Louis Murat). L'écran géant diffuse des images de neige qui tombe, tandis qu'un Feu de Bengale brûle au cœur de la main de la statue. La main embrasée s'approche de la chanteuse, puis remonte au ciel, où le feu s'éteint.

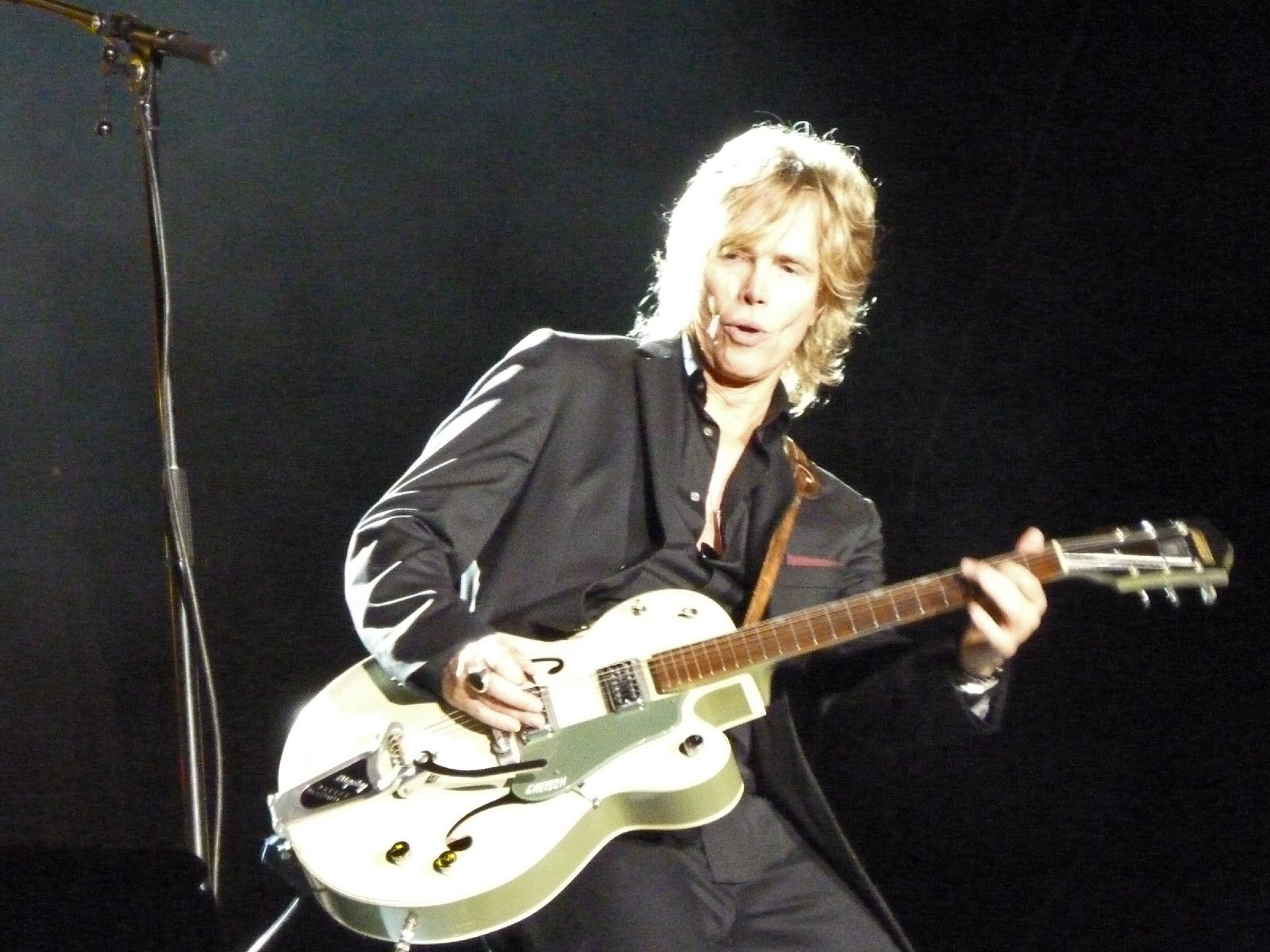
Le guitariste Brian Ray.

Les premières notes de Désenchantée retentissent dans une version plus douce. Mylène Farmer apparaît entourée de ses deux danseuses, portant des redingotes en dentelle noires. Après le premier refrain, la musique accélère, devenant plus électro, et les danseurs deviennent visibles : les pieds attachés au sol, ils effectuent une chorégraphie en se penchant latéralement.
À l'issue du titre, la chanteuse et ses danseuses se retirent : les musiciens et les choristes viennent alors au centre de la scène et terminent le titre sur une musique très techno.
Un escalier, sur lequel sont assises les danseuses, sort ensuite du haut du torse de la statue. Mylène Farmer apparaît au sommet de l'escalier, dans une robe blanche recouverte par un imperméable en cuir noir, et commence Méfie-toi.
Elles descendent sur scène où les rejoignent les danseurs, effectuant une nouvelle chorégraphie, tandis que des colonnes en tissu pourpre virevoltent.

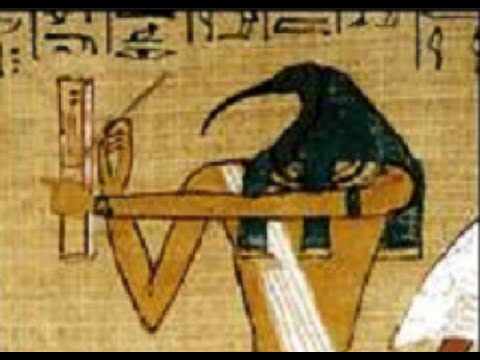
Le dieu Thot.

Après avoir ôté leur imperméable, la troupe entonne Dessine-moi un mouton. Une balançoire ornée de chaque côté par la tête d'ibis du dieu égyptien Thot descend sur scène. La chanteuse s'assoit dessus et s'élève à plusieurs mètres de hauteur, tandis que les danseurs exécutent une chorégraphie puis jouent à saute-mouton. Une pluie de confettis argentés s'abat sur scène et dans le public. Descendue de sa balançoire, Mylène Farmer présente chacun de ses danseurs et musiciens.
Assise sur les marches de l'escalier, elle chante ensuite California entourée de ses deux choristes, dans une version intimiste et jazzy, puis la scène est plongée dans le noir : éclairée par un projecteur blanc, Mylène Farmer interprète a cappella, dans une tunique blanche, Pas le temps de vivre, chanson sur laquelle elle a du mal à retenir son émotion. Alors que les musiciens commencent à jouer le morceau, la chanteuse fait monter un spectateur sur scène.

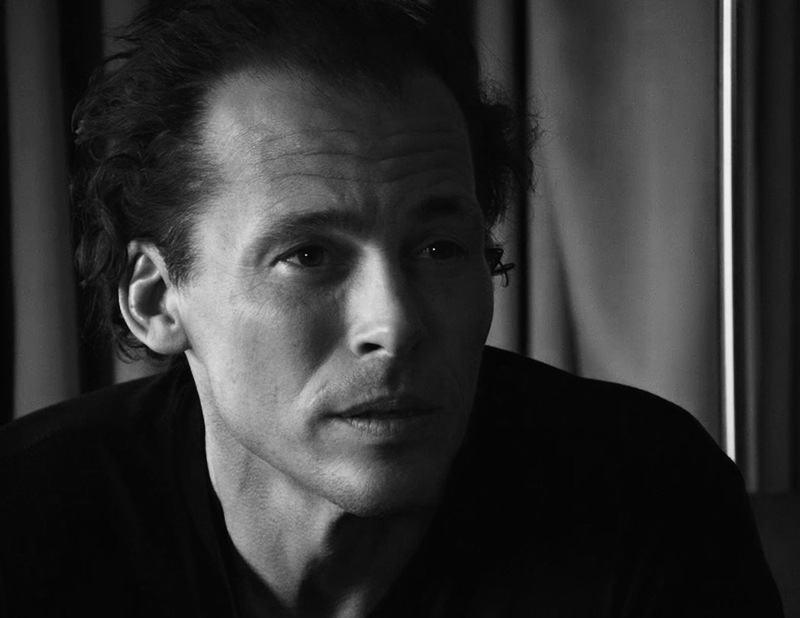
Le guitariste Jeff Dahlgren.

La porte de la statue s'ouvre sur les notes de Je te rends ton amour, sous une lumière rouge : Mylène Farmer, vêtue d'une robe pourpre ornée d'une longue traîne et fendue de chaque côté, reproduit la mise en scène du clip dans lequel elle joue le rôle d'une aveugle. Au centre de la scène, une trappe la surélève, dégageant une épaisse fumée rouge. La chanteuse termine le titre en s'agenouillant devant son public, les bras en croix.

Rejointe par ses danseurs, elle entame Souviens-toi du jour... en exécutant une chorégraphie basée sur des mouvements de mains et de bras.
Vêtue de son costume d'entrée, elle revient interpréter Dernier sourire en piano-voix. Terminant par Innamoramento sous des lumières bleutées, elle remonte sur la main de la statue, qui s'élève à nouveau. À la fin du titre, elle reprend quelques notes de Mylénium. La tête de la statue se baisse, avant que l'immense rideau ne recouvre la scène une dernière fois.

## Déroulement de la tournée

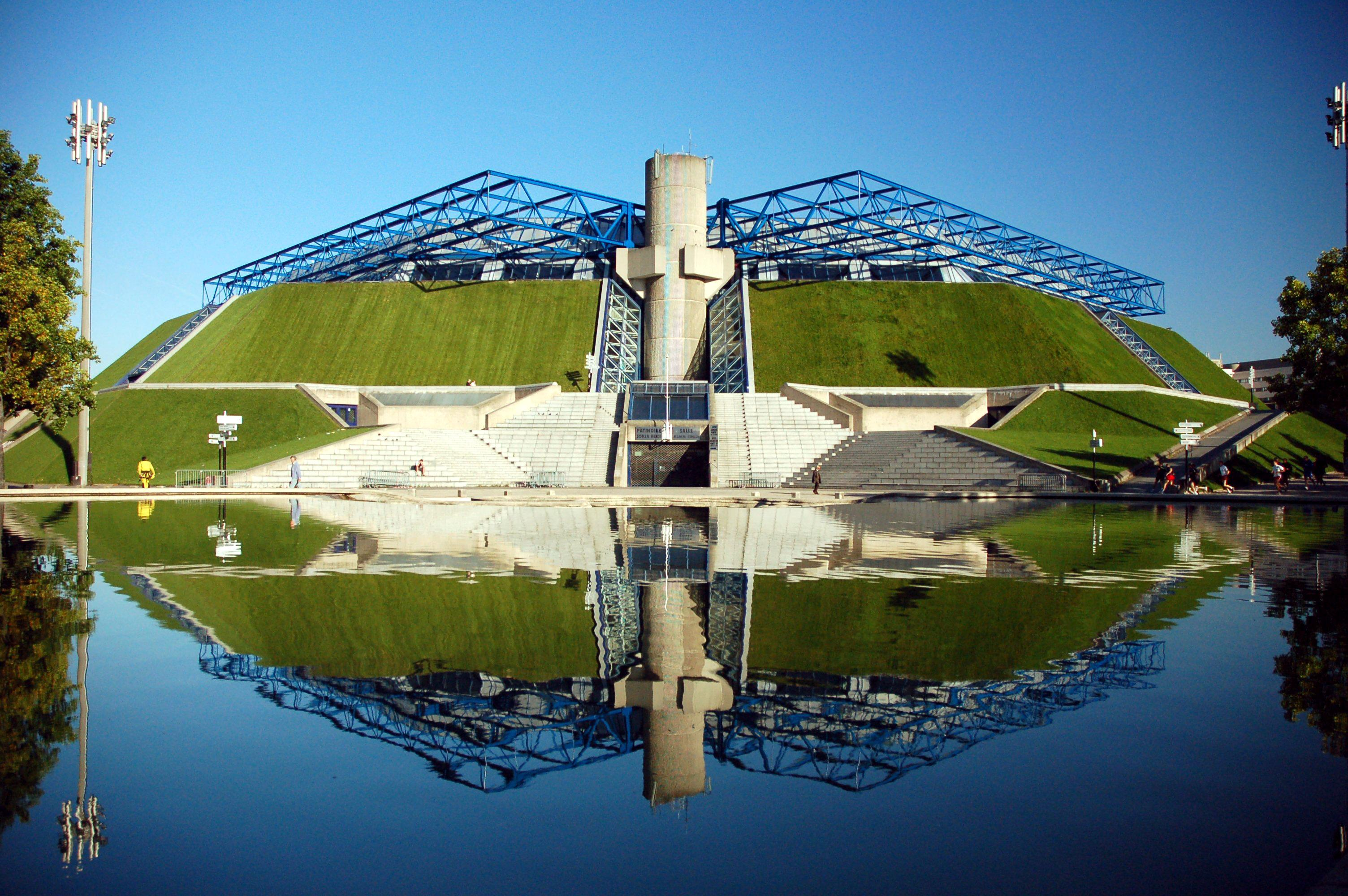
Le Palais omnisports de Paris-Bercy.

Alors que la chanteuse souhaitait, comme pour son Tour 1996, répéter et démarrer sa tournée au Zénith de Toulon, c'est finalement au Dôme de Marseille qu'elle commence son Mylenium Tour le 21 septembre 1999, avant de se produire à Bercy trois jours plus tard, pour quatre soirs (un cinquième soir sera ajouté en décembre).
Initialement, seule une vingtaine de dates était prévue, entre les mois de septembre et de décembre 1999. La plupart des villes affichant complet en quelques semaines, plusieurs dates sont alors ajoutées durant cette période.
Afin de répondre à la demande du public, de nouvelles dates sont également programmées à partir de février, incluant trois soirs en Russie en mars 2000, dans des salles de 25 000 personnes. Mylène Farmer, qui se produit dans ce pays pour la première fois, rencontre un véritable triomphe : malgré un service d'ordre conséquent (un policier tous les dix rangs, ayant pour mission d'empêcher le public de se lever), la chanteuse reçoit une Standing ovation à la fin du concert.
Au total, le Mylenium Tour aura rassemblé 450 000 spectateurs. Récompensé par le NRJ Music Award du « Meilleur show international » en janvier 2000, il sera également élu « Meilleur concert du siècle » en Russie.

### Liste des dates et villes
| Date              | Ville             | Pays     | Lieu                             | Affluence                                                  |
| ----------------- | ----------------- | -------- | -------------------------------- | ---------------------------------------------------------- |
| 21 septembre 1999 | Marseille         | France   | Le Dôme                          | 8 000 (complet)                                            |
| 24 septembre 1999 | Paris             | France   | Palais omnisports de Paris-Bercy | 17 000 par soir (complet) soit 68 000 spectateurs au total |
| 25 septembre 1999 | Paris             | France   | Palais omnisports de Paris-Bercy | 17 000 par soir (complet) soit 68 000 spectateurs au total |
| 26 septembre 1999 | Paris             | France   | Palais omnisports de Paris-Bercy | 17 000 par soir (complet) soit 68 000 spectateurs au total |
| 29 septembre 1999 | Paris             | France   | Palais omnisports de Paris-Bercy | 17 000 par soir (complet) soit 68 000 spectateurs au total |
| 6 octobre 1999    | Lille             | France   | Zénith                           | 7 000 (complet)                                            |
| 7 octobre 1999    | Bruxelles         | Belgique | Forest National                  | 8 400 par soir (complet) soit 25 200 spectateurs au total  |
| 8 octobre 1999    | Bruxelles         | Belgique | Forest National                  | 8 400 par soir (complet) soit 25 200 spectateurs au total  |
| 9 octobre 1999    | Bruxelles         | Belgique | Forest National                  | 8 400 par soir (complet) soit 25 200 spectateurs au total  |
| 17 novembre 1999  | Lille             | France   | Zénith                           | 7 000 (complet)                                            |
| 19 novembre 1999  | Lyon              | France   | Palais des sports                | 7 000 par soir (complet) soit 21 000 spectateurs au total  |
| 20 novembre 1999  | Lyon              | France   | Palais des sports                | 7 000 par soir (complet) soit 21 000 spectateurs au total  |
| 21 novembre 1999  | Lyon              | France   | Palais des sports                | 7 000 par soir (complet) soit 21 000 spectateurs au total  |
| 24 novembre 1999  | Orléans           | France   | Zénith                           | 6 400 (complet)                                            |
| 25 novembre 1999  | Caen              | France   | Zénith                           | 6 500 (complet)                                            |
| 26 novembre 1999  | Angers            | France   | Amphitea 4000                    | 7 500 (complet)                                            |
| 27 novembre 1999  | Le Mans           | France   | Antarès                          | 7 500 (complet)                                            |
| 1er décembre 1999 | Toulouse          | France   | Zénith                           | 9 000 (complet)                                            |
| 2 décembre 1999   | Pau               | France   | Zénith                           | 7 500 (complet)                                            |
| 3 décembre 1999   | Bordeaux          | France   | Patinoire de Mériadeck           | 7 500 par soir (complet) soit 15 000 spectateurs au total  |
| 4 décembre 1999   | Bordeaux          | France   | Patinoire de Mériadeck           | 7 500 par soir (complet) soit 15 000 spectateurs au total  |
| 5 décembre 1999   | Montpellier       | France   | Zénith Sud                       | 5 500 (complet),                                           |
| 7 décembre 1999   | Toulon            | France   | Zénith Oméga                     | 8 000 (complet)                                            |
| 8 décembre 1999   | Marseille         | France   | Le Dôme                          | 7 000                                                      |
| 9 décembre 1999   | Genève            | Suisse   | Arena                            | 8 000 (complet)                                            |
| 10 décembre 1999  | Amnéville         | France   | Galaxie                          | 12 200 (complet)                                           |
| 13 décembre 1999  | Paris             | France   | Palais omnisports de Paris-Bercy | 17 000 (complet)                                           |
| Deuxième partie   |                   |          |                                  |                                                            |
| 8 février 2000    | Lille             | France   | Zénith                           | 7 000 (complet)                                            |
| 9 février 2000    | Bruxelles         | Belgique | Forest National                  | 8 400 (complet)                                            |
| 11 février 2000   | Lausanne          | Suisse   | Patinoire de Malley              | 7 600 (complet)                                            |
| 12 février 2000   | Lyon              | France   | Palais des sports                | 7 000 par soir (complet) soit 14 000 spectateurs au total  |
| 13 février 2000   | Lyon              | France   | Palais des sports                | 7 000 par soir (complet) soit 14 000 spectateurs au total  |
| 15 février 2000   | Amnéville         | France   | Galaxie                          | 12 200 (complet)                                           |
| 17 février 2000   | Grenoble          | France   | Palais des sports                | 9 000 (complet)                                            |
| 18 février 2000   | Toulouse          | France   | Zénith                           | 9 000 (complet)                                            |
| 19 février 2000   | Bordeaux          | France   | Patinoire de Mériadeck           | 7 500 (complet)                                            |
| 22 février 2000   | Brest             | France   | Halle Penfeld                    | 8 000                                                      |
| 23 février 2000   | Caen              | France   | Zénith                           | 7 000 (complet)                                            |
| 25 février 2000   | Douai             | France   | Gayant Expo                      | 8 000                                                      |
| 26 février 2000   | Orléans           | France   | Zénith                           | 6 500 (complet)                                            |
| 4 mars 2000       | Moscou            | Russie   | Olimpiisky                       | 25 000 par soir, soit 50 000 spectateurs au total          |
| 5 mars 2000       | Moscou            | Russie   | Olimpiisky                       | 25 000 par soir, soit 50 000 spectateurs au total          |
| 8 mars 2000       | Saint-Pétersbourg | Russie   | CKK                              | 25 000                                                     |

## Accueil critique
- « On savait que Mylène Farmer ne concevait pas d'illustrer ses chansons autrement que de façon grandiose, mais cette fois elle s'est surpassée. » (Salut!)[48]
- « Tout dans ce spectacle est taillé pour une double efficacité : l'Entertainment et le trouble. Yvan Cassar au clavier et aux arrangements a semé çà et là des sons d'une claire valeur spirituelle : un rien de flûte zen, un court parfum arabe, des cordes menaçantes... Et la rythmique, emmenée par le massif Abraham Laboriel Junior, soutient avec puissance l'édifice. La déesse géante, huit danseurs (deux filles alertes, six plastiques masculines parfaites), un groupe qui joue fort, des éclairages bien travaillés (des bleus de pierres "chargées", des nuits vaguement mystiques, des soleils très "troisième millénaire"), mais surtout Mylène Farmer, ses sortilèges compliqués et ses malaises soigneux. » (Le Figaro)[49]
- « Son spectacle est un produit haut de gamme, d'envergure internationale [...] Le grand art, c'est qu'elle sait faire passer les émotions auprès d'un public très réceptif. » (La République des Pyrénées)[31]
- « Un spectacle à couper le souffle, où jeux de lumières et effets techniques sont à l'image de l'artiste. Onirique, mystique, cosmique... Tout simplement magique. [...] Le show, irréprochable dans sa qualité technique et phonique, n'a rien à envier aux grosses productions Made in U.S.A. Bien au contraire : certains pourraient tirer profit de cette leçon scénique que Mylène Farmer a mis deux heures à dispenser. » (Var-Matin)[50]
- « Ce spectacle n'a rien gardé de l'énergie du précédent. [...] Une scénographie statique et souvent prétentieuse si l'on excepte quelques ballets martelés au pas dans la plus grande uniformité. De même que la mise en scène, les chansons restent elles aussi dans une forme de continuité lente et fort peu dynamique. » (La Voix du Nord)[23]
- « Ce show ne ressemble à aucun autre, bâti autour de multiples séquences toutes au service de l'iconographie Farmer. La technologie mise à contribution ne sacrifie jamais à l'emphase. Les ambiances nocturnes collent merveilleusement au teint de la troublante interprète. La symbolique de son monde passe du blanc au noir, comme ses tenues de scène. Et quand le temps d'un couplet, la sensualité mène le bal, c'est toujours avec un arrière-goût tragique. [...] Le ballet, élégant autant qu'enlevé, n'a rien à voir avec les habituelles revues encombrant le métier. Dans ce flamboiement, cette débauche, Mylène Farmer demeure étonnante de simplicité. » (L'Est républicain)[51]
- « Les shows de Mylène valent bien ceux de Madonna ou de Janet Jackson. Ils ont en commun d'être d'un professionnalisme sans faille. » (Le Soir)[10]
- « Les lance-flammes surprennent, les pleines lunes illustrent, et les flashes de lumières font des arabesques multicolores, tandis que la mise en scène ne lésine sur aucun des effets du Live. » (Sud Ouest)[52]
- « Avec toujours ce mélange parfaitement inouï de disco pailletée et de pessimisme schopenhauerien, Mylène la folle divague, les yeux écarquillés entre deux crises de larmes programmées, de tubes définitifs (Désenchantée, California...) en titres 99 (L'Amour naissant, etc.) dans des ruissellements de mauvais goût carton-pâte et de bruits, poursuivant ce « long monologue poudré de neige » entamé depuis 15 ans. » (Libération)[53]
- « La reine Mylène est aimée d'un public éclectique et elle le leur rend bien. Son show est parfait, jusque dans les moindres détails. La scène gigantesque d'où jaillit une statue pharaonesque, les huit danseurs constamment sur scène, les costumes splendides de la star, les jeux de lumière incessants, la mise en scène différente à chaque morceau... Le spectacle est grandiose et le public en raffole. [...] Un public envoûté, transcendé par cette voix fine comme du verre, prête à se briser à chaque instant. Même si les néophytes ne comprennent pas toujours les paroles des chansons, tant la voix est particulière, chacun est pris dans la danse. » (Ouest-France)[45]

## Crédits
| - Conception du spectacle : Mylène Farmer - Production et management : Thierry Suc - Direction musicale et claviers : Yvan Cassar - Claviers : Eric Chevalier - Guitares : Jeff Dahlgren et Brian Ray - Basse : Jerry Watts Jr. - Batterie : Abraham Laboriel Junior - Choristes : Johanna Manchee-Ferdinand et Esther Dobong'Na Essienne - Production exécutive : Paul van Parys pour Stuffed Monkey - Danseurs : Valérie Bony, Midori Anami, Lysander O. Abadia, Andrew Cheng, Christophe Danchaud, Agustin Madrid Ocampo Jr., Richard Patten, Corey Smith - Chorégraphies : - Mylène Farmer pour L'Âme-Stram-Gram, Optimistique-moi, Désenchantée et Souviens-toi du jour... - Christophe Danchaud pour Méfie-toi et Dessine-moi un mouton - Mylène Farmer et Christophe Danchaud pour Pourvu qu'elles soient douces | - Conception du décor : Guy-Claude François, créé à partir du tableau n°218 de Hans Ruedi Giger - Conception des lumières : Fred Péveri - Son salle : Laurent Buisson - Conception des images : Julien Dajez - Création des costumes : Dominique Borg - Création maquillage et coiffure : Pierre Vinuesa - Direction de production : Roger Abriol - Assistante : Marie-Pierre Bussac - Régisseur : Michel Marseguerra - Tour Manager : Bruno Batlo - Administratrice : Marie-Thérèse Boisseau - Adjoints de production : Dominique Herrmann et Jérôme Suc - Ingénieur retour : Xavier Gendron - Effets spéciaux : Jean-Pierre Petitjean et Jean-Pierre Benoit - Photos : Claude Gassian |

## Album et vidéoLive

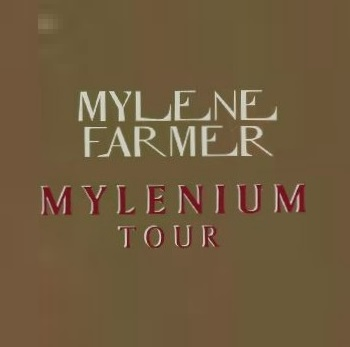
Logo de l'album Mylenium Tour.

Enregistré lors des concerts du 24, 25 et 26 septembre 1999 au Palais omnisports de Paris-Bercy, l'album et la vidéo Mylenium Tour paraissent le 5 décembre 2000, avec en guise de premier extrait la version Live de Dessine-moi un mouton. Le clip Live de Regrets sera également diffusé en télévision au printemps 2001.
Bien que Mylène Farmer n'en fasse aucune promotion, l'album se classe directement n°1 en France, atteignant les 450 000 ventes au bout d'un mois. Classé dans le Top 10 des meilleures ventes durant 11 semaines, il sera certifié double disque de platine. En Belgique, il reçoit un disque d'or en moins d'un mois.

Au total, l'album s'écoule à près de 800 000 exemplaires et Mylène Farmer est de nouveau élue « Artiste de l'année » aux NRJ Music Awards.
La vidéo du spectacle connaît également un très grand succès : certifiée vidéo de diamant, la VHS dépasse les 100 000 ventes en quelques jours, tout comme le DVD.
Les ventes de ces deux supports atteignent les 300 000 exemplaires en France au printemps 2001. En Belgique, le DVD est certifié disque d'or. Au total, le film du spectacle s'est écoulé à plus de 400 000 exemplaires.